# Alejewicz
Alejewicz – polski herb szlachecki, odmiana herbu Jasieńczyk.

## Opis herbu
Opis zgodnie z klasycznymi regułami blazonowania:
W polu błękitnym klucz złoty zębami w dół i lewo. Klejnot: Trzy pióra strusie.

## Najwcześniejsze wzmianki
Z 1591 roku pochodzi wzmianka o Dowlet'-Kiełdy Alejewiczu.

## Herbowni
Alejewicz.